# Ладыжинка
Лады́жинка (укр. Лади́жинка) — село в Уманском районе Черкасской области Украины.
Почтовый индекс — 20382. Телефонный код — 4744.

## Население
Население по переписи 2001 года составляло 2496 человек.

### Языковой состав
Родной язык населения по данным переписи 2001 года:
| Язык       | Численность, чел. | Доля     |
| ---------- | ----------------- | -------- |
| Украинский | 2 468             | 98,88 %  |
| Другое     | 28                | 1,12 %   |
| Итого      | 2 496             | 100,00 % |

## Местный совет
20382, Черкаська обл., Уманський р-н, с. Ладижинка, вул. Леніна, 2  (укр.)